# 皇名月
皇名月（1967年8月21日—）是日本的漫畫家兼插畫家，出生於大阪府，立命館大學日本文學系畢業。
皇名月的作品類型涵蓋漫畫與小說插畫，其漫畫作品多以中國及朝鮮歷史為背景，並擅於將水墨技法運用在漫畫創作之上。出道作品「蛇姬御殿」（收錄於「花情曲」）獲選角川書店的ASUKA漫畫大賞。

## 作品列表

### 漫畫
- 1991年 花情曲（花情曲）
- 1992年 梁山伯與祝英台（梁山伯と祝英台）
- 1993年 李朝暗行記（李朝・暗行記）
- 1994年 桃花源奇譚1（桃花源奇譚，與依丹姿子合作，井上佑美子原著）
- 1995年 燕京伶人抄（燕京伶人抄）
- 1996年 大地兒女情（黄土の旗幟のもと）
- 1997年 燕京伶人抄2－女兒情（燕京伶人抄2）
- 1998年 戀泉－花情曲余話（恋泉―花情曲余話）
- 1998年 荊軻刺秦王（始皇帝暗殺）
- 2000年 山中傳奇（山に住む神）
- 2002年 黑貓的三角（黒猫の三角，森博嗣原著）
- 2005年 古老的羈絆（Archaic Chain，與天河信彥合作）
- 2007年 夢源氏劍祭文（夢源氏剣祭文，小池一夫原作）
- 2010年 あやし 怪 （あやし〜怪〜，宮部美幸原作）
- 2014年 夢源氏劍祭文 壹（夢源氏剣祭文 壱，小池一夫原作，2007年版加筆）
- 2014年 夢源氏劍祭文 貳（夢源氏剣祭文 弐，小池一夫原作，第三巻出版未定）
- 2019年 蜜蜂與遠雷（ 恩田陸原作，連載中）

### 插畫
- 1995年 中國帝王圖（中国帝王図，田中芳樹、井上祐美子等合著）

### 遊戲
- 1998年 双界儀（SQUARE）
- 1999年 軒轅劍參 雲和山的彼端（大宇資訊）
- 2006年 Palais de Reine（工畫堂）

### 畫集
- 2005年 （皇なつき作品集「画趣」）

## 外部連結
- 好古 （页面存档备份，存于）（皇名月官方網站）